# Pink Christmas

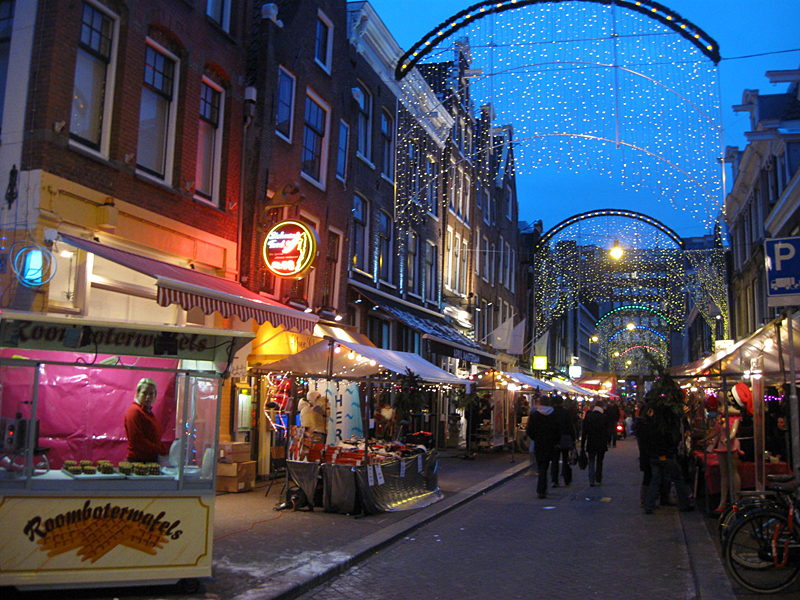
Roze Kerstmarkt in de Reguliersdwarsstraat ter gelegenheid van Pink Christmas in Amsterdam, december 2009

Pink Christmas is een op homoseksuelen gericht winterevenement dat in diverse Europese steden in de maand december gehouden wordt. In enkele grote Duitstalige steden bestaat Pink Christmas uit een kerstmarkt gedurende de gehele adventstijd. In Stockholm is het een week met verschillende soorten activiteiten en in die vorm was er vijf jaar lang ook een Pink Christmas in Amsterdam.

## Nederland
In Amsterdam werd van 2008 t/m 2012 een Pink Christmas-evenement georganiseerd door de stichting ProGay, die gedurende die periode ook de jaarlijkse Amsterdam Gay Pride organiseerde.
Pink Christmas bestond in Amsterdam uit een week met activiteiten, die begon met een officiële openingsreceptie. De activiteiten liepen uiteen van een schaatswedstrijd voor travestieten ("Drag Olympic Winter Games"), tot culturele en artistieke optredens, films en tentoonstellingen. Als hoogtepunt gold de Roze Kerstmarkt, die in 2008, 2009 en 2011 in de Reguliersdwarsstraat en in 2010 en 2012 op de Zeedijk stond opgesteld. Ten slotte was er nog een roze kerstviering speciaal voor lhbt'ers in de Keizersgrachtkerk.
Tijdens de eerste Roze Kerstmarkt in 2008 was er in de tuin van de toenmalige Bar ARC in de Reguliersdwarsstraat een levende "homokerststal" opgesteld. De Maria werd hierbij gespeeld door een travestie-artiest en de Jozef door een gespierde man met ontbloot bovenlichaam. Dit leidde tot grote mediabelangstelling, maar ook tot protest door enkele christelijke organisaties.

## Duitsland

### München
De eerste Pink Christmas vond voor zover bekend plaats in 2005 in München, aanvankelijk op de Holzplatz, later op de grotere Stephansplatz, beide gelegen in het als homowijk geldende Glockenbacherviertel. Op deze kerstmarkt, die van eind november tot eind december gehouden wordt, worden niet alleen kerstgebak, glühwein en traditionele geschenkartikelen verkocht, maar ook dingen die speciaal gericht zijn op homoseksuele mannen en vrouwen. Ook is er steevast een tent met informatie over de bestrijding van hiv en aids.
Daarnaast is er een podium waarop elke avond travestie-artiesten, DJs en schlagerzangers optreden. Mascotte van deze kerstmarkt is de travestie-artiest Gene Pascale. Het succes van deze Pink Christmas was de aanleiding voor vergelijkbare initiatieven in Berlijn, Hamburg en Frankfurt.

### Berlijn
De organisator van Pink Christmas in München bracht dit evenement in 2009 ook naar Berlijn, waar de eerste editie van 11 t/m 20 december 2009 plaatsvond op de Nollendorfplatz, midden in het homo-uitgaansgebied. Deze markt vond ook nog plaats in 2011, maar sindsdien wordt hij niet meer vermeld op de website van de organisator.

### Hamburg
Naar het voorbeeld van München wordt sinds 2010 in de stad Hamburg een vergelijkbare kerstmarkt gehouden onder de naam "Winter Pride". Deze vindt plaats in de wijk St. Georg en naast stands die onder meer bemand worden door clubs en verenigingen uit de homogemeenschap, zijn er op de vrijdag- en zaterdagavond uiteenlopende muzikale optredens. Daarnaast zijn er ook paviljoens af te huren voor besloten feestjes.

### Frankfurt
In Frankfurt am Main werd in 2012 voor het eerst een roze kerstmarkt georganiseerd, die aanvankelijk ook Pink Christmas zou heten. Toen deze naam eigendom bleek te zijn van de organisator in München werd de markt in Frankfurt omgedoopt tot "Rosa Weihnacht". Deze kerstmarkt staat op de Friedrich-Stoltze-Platz en omvat zo'n 15 kraampjes voorzien van de nodige rozegekleurde decoraties. De "Rosa Weihnacht" is onderdeel van de algemene Frankfurter kerstmarkt, maar omdat hij op een wat afgelegen locatie staat, leverde dat gemengde reacties op: sommigen vonden dit niet goed voor de integratie, terwijl anderen het waardeerden dat er minder drukte was.

### Keulen
In Keulen is er sinds 2012, in de passage tussen Rudolfplatz en Schaafenstraße, een roze kerstmarkt onder de naam "Christmas Avenue". Ook deze vindt plaats gedurende de adventstijd. Er zijn kraampjes met traditionele en meer specifiek homogerichte artikelen, alsmede een podium voor dagelijks wisselende optredens. In 2012 werd deze markt door zo'n 120.000 mensen bezocht.
Dat in steeds meer Duitse steden zo'n Pink Christmas georganiseerd werd, leidde echter ook tot protest uit conservatieve en christelijke hoek. Dit was aanleiding om het fenomeen van de roze kerstmarkten in december 2012 te bespreken in het discussieprogramma Hart aber Fair op de Duitse nationale televisiezender ARD.

## Zweden
In de Zweedse hoofdstad Stockholm vindt sinds 2009 een Pink Christmas plaats., aanvankelijk duurde dit drie dagen, later werd het een week met gevarieerde activiteiten, zoals een kerstmarkt, muzikale optredens, lezingen en speciale acties bij de lokale homobars en -clubs.

## Oostenrijk
In 2014 vond op de Naschmarkt in Wenen, vlak bij het homo/lesbische uitgaansgebied, voor het eerst ook een Pink Christmas plaats. Het evenement omvat zo'n 50 kraampjes waar zowel lokale ondernemers als non-profitorganisaties allerhande waren kunnen verkopen. Ook is er een podium, waarop dagelijks wisselende optredens plaatsvinden. Deze wintermarkt werd geopend op Wereld Aidsdag, 1 december, en duurt t/m 31 december.

## Canada
In de Canadese stad Toronto is er sinds 2015, in "THE 519" (Community Centre, 519 Church St.), een roze kerstmarkt onder de naam "PINK XMAS Market".